# Antitrinitarisme
Sous le terme d'antitrinitarisme, on peut regrouper plusieurs tentatives, au sein de la théologie chrétienne, de refuser le dogme du Dieu unique en trois personnes (la Trinité), et donc de trouver une articulation entre les trois notions bibliques que sont Dieu (le Créateur, déjà reconnu par la tradition hébraïque dans l'Ancien Testament), Jésus (considéré comme son fils dans la tradition chrétienne, postérieure à la première) et l'Esprit Saint.

## Paléochristianisme
Tous ces mouvements tentent de préciser la signification de l'expression le Fils dans la notion de « Fils de Dieu ».  Le point principal du débat est la divinité de Jésus, et la relation entre lui et celui qui serait donc son père du ciel.
Le premier concile de Nicée (325) a condamné l'arianisme comme hérésie qui, dans sa forme première, n'était pas antitrinitaire. L'élaboration lors des premiers conciles des IVe et Ve siècles et qui constitue la doctrine de la Trinité (un seul Dieu en trois personnes), n'est pas, à leurs yeux, la seule possible.[pas clair]
Pour le christianisme ancien, on évoquera le docétisme, l'ébionisme, en se gardant de confondre ce courant avec la gnose chrétienne qui n'était pas systématiquement antitrinitaire, mais parfois binitaire suivant en cela certains courants du judaïsme du Second Temple au Ier siècle.

## À la Renaissance
L’antitrinitarisme connaît un regain d'intérêt avec la Réforme protestante, sous l'impulsion des prêcheurs anabaptistes Melchior Hoffman (1495 † 1543) et Johannes Campanus (1500 † 1575). Partisans de la doctrine de Zwingli, ils défendent une version pragmatique de l'Eucharistie et du ministère chrétien (opposée à l'interprétation miraculeuse des luthériens). 
Ils sont en butte aux accusations de Martin Luther lors du concile de Flensbourg le 8 avril 1529. La doctrine antitrinitarienne de ces débuts de la Réforme nous est connue par le pamphlet de Johannes Bugenhagen Contre les antitrinitariens (Lübeck, 1530). La doctrine se propage néanmoins tout au long du XVIe siècle, évoluant vers l’unitarisme.
Dans son ouvrage De Trinitatis erroribus paru en juillet 1531, le théologien espagnol Michel Servet dénonce comme erroné le dogme de la Trinité. Cette hérésie lui vaut la double condamnation de l'Inquisition française puis de Jean Calvin. Jugé comme criminel par le Petit Conseil, il est brûlé vif à Genève en 1553.